# DWDD Recordings
DWDD Recordings was de naam van een met enige regelmaat terugkerend onderdeel van het Nederlandse televisieprogramma De Wereld Draait Door. Voor de DWDD Recordings werden steeds twee Nederlandse en Vlaamse artiesten uitgenodigd om aan tafel bij presentator Matthijs van Nieuwkerk een lied van iemand anders te zingen, dat een speciale betekenis voor hen had. Iedere artiest kreeg ongeveer een minuut de tijd en mocht alleen een gitaar of ander snaarinstrument als begeleiding gebruiken. De eerste aflevering van de DWDD Recordings was op donderdag 30 september 2010. Vanwege het grote succes is er op dinsdag 13 september 2011 een tweede reeks van start gegaan. De laatste aflevering was op dinsdag 22 mei 2012.

## Johnny Cash
De inspiratiebron van de DWDD Recordings waren de zogeheten American Recordings die de countryzanger Johnny Cash aan het eind van zijn leven met producer Rick Rubin heeft gemaakt. Platenlabel American Recordings in Los Angeles werd door Rubin geleid. De naar het label genoemde opnames vonden tussen mei 1993 en september 2003 plaats. Zij zijn in de jaren 1994-2010 op zes albums uitgebracht, waarvan de laatste twee na de dood van Cash. De meeste opnames zijn bewerkingen van nummers van andere artiesten, die door Cash op een ingetogen wijze en vaak alleen begeleid door een akoestische gitaar worden vertolkt. Iedere aflevering van de DWDD Recordings begon met een kort fragment uit een van deze American Recordings.
Het concept van de DWDD Recordings ontstond in de uitzending van De Wereld Draait Door van 23 februari 2010. Het laatste item van die uitzending was Ain't No Grave, het op die dag verschenen zesde en laatste album van de American Recordings. Van Nieuwkerk haalde met Bennie Jolink en Waylon herinneringen op aan Cash en daarna zongen beiden aan tafel een nummer van hem: Jolink het door Cash zelf geschreven Folsom Prison Blues en Waylon het door Kris Kristofferson geschreven For the Good Times.

## Seizoen 2010-2011
In het televisieseizoen 2010-2011 zijn er in totaal 42 artiesten opgetreden voor de DWDD Recordings. Op zondag 4 en zondag 11 september 2011 hebben 35 artiesten hun lied in zijn geheel ten gehore gebracht in een concert in de Melkweg te Amsterdam. Op zaterdag 8 en zaterdag 15 oktober 2011 zijn deze concerten door de VARA uitgezonden op de televisie.
Van de optredens in de Melkweg is op 24 oktober 2011 de dubbel-cd De Wereld Draait Door Recordings uitgebracht. Er werden binnen twee maanden tijd meer dan 25.000 exemplaren van verkocht. Het leverde een gouden plaat op, die op woensdag 14 december 2011 door Blaudzun in De Wereld Draait Door werd overhandigd aan Matthijs van Nieuwkerk.
In 2011 wonnen de DWDD Recordings de Pop Media Prijs van het Muziek Centrum Nederland. De prijs werd op 13 januari 2012 aan de redactie uitgereikt tijdens het Eurosonic Noorderslag Seminar in de Groningse Oosterpoort.

## Seizoen 2011-2012
In het televisieseizoen 2011-2012 traden er wederom 42 artiesten op voor de DWDD Recordings.
Op vrijdag 24 februari 2012 was er een aangepaste uitzending van de DWDD Recordings, die door Matthijs van Nieuwkerk werd aangekondigd als de Friso Recordings. Er werden vier "liedjes van troost en hoop" gezongen voor prins Friso, die een week eerder ernstig hersenletsel had opgelopen bij een ski-ongeluk in Oostenrijk. Yori Swart zong Both Sides Now van Joni Mitchell. Joshua Nolet van Chef'Special vertolkte Home Again van Michael Kiwanuka en werd daarbij op gitaar door Guido Joseph begeleid. Eefje de Visser bracht de Tiger Mountain Peasant Song van Fleet Foxes ten gehore. Claudia de Breij sloot af met Mag ik dan bij jou uit haar theatervoorstelling Hete Vrede. Zij werd op gitaar begeleid door Reyer Zwart. De aangepaste uitzending stond los van de reguliere serie. De vier liedjes waren dan ook niet in het totaaloverzicht opgenomen van het tweede seizoen, dat op 22 mei 2012 werd uitgezonden.
In de uitzending van dinsdag 22 mei 2012 kondigde Matthijs van Nieuwkerk "de aller-, aller-, allerlaatste DWDD Recordings" aan: "Vandaag sluiten wij af, seizoen twee af, maar helemaal af." Toen tafeldame Claudia de Breij daar nogal verbaasd op reageerde, zei Van Nieuwkerk: "We gaan het misschien nog één keer met Bert en Ernie doen ... die willen graag, maar dat is dan 'hors concours'. We gaan volgend jaar iets anders verzinnen." De laatste twee gasten waren Giovanca en Henny Vrienten. Toch was dit niet helemaal het einde voor de DWDD Recordings. Op 25 mei voerden twee cabaretiers een parodie uit, één als Maxime Verhagen met een parodie op Ne me quitte pas van Jacques Brel, de ander als Mark Rutte, met Ik ben vandaag zo vrolijk van Herman van Veen, in het kader van het programmaonderdeel Je mist meer dan je ziet.

## Overzicht seizoen 2010-2011
| Datum uitzending DWDD | Datum concertoptreden | Artiest                            | Titel                              | Oorspronkelijke artiest/groep | Bijzonderheden                                                                        |
| --------------------- | --------------------- | ---------------------------------- | ---------------------------------- | ----------------------------- | ------------------------------------------------------------------------------------- |
| 30 september 2010     | 4 september 2011      | Waylon                             | I Do Believe                       | Waylon Jennings               | bij het concert bijgestaan door gitarist Stefan Siwabessy                             |
| 30 september 2010     | 4 september 2011      | Jack Poels (Rowwen Hèze)           | A Rainy Night in Soho              | The Pogues                    |                                                                                       |
| 23 november 2010      | 11 september 2011     | Stevie Ann                         | Simple Twist of Faith              | Bob Dylan                     | bij het concert bijgestaan door Maarten van Damme op een Dobro                        |
| 23 november 2010      | 4 september 2011      | Bertolf                            | Me and My Guitar                   | James Taylor                  | in de uitvoering van Tony Rice                                                        |
| 10 december 2010      | 11 september 2011     | Elle Bandita                       | Go Your Own Way                    | Fleetwood Mac                 |                                                                                       |
| 10 december 2010      | 11 september 2011     | Thé Lau                            | Happy XMas                         | John Lennon                   |                                                                                       |
| 13 januari 2011       | 11 september 2011     | Sabrina Starke                     | True Colors                        | Cyndi Lauper                  |                                                                                       |
| 13 januari 2011       | 4 september 2011      | Miss Montreal                      | If It Makes You Happy              | Sheryl Crow                   |                                                                                       |
| 18 januari 2011       | 4 september 2011      | Stefan Schill                      | When You Were Mine                 | Prince                        |                                                                                       |
| 18 januari 2011       | 11 september 2011     | Jan Smit                           | (Everything I Do) I Do It for You  | Bryan Adams                   | begeleid op gitaar door Marcel Visser                                                 |
| 31 januari 2011       | 4 september 2011      | Saskia en Serge                    | Desperado                          | The Eagles                    |                                                                                       |
| 31 januari 2011       | 11 september 2011     | Felix Maginn (Moke)                | The Chauffeur                      | Duran Duran                   |                                                                                       |
| 15 februari 2011      | 4 september 2011      | Tjeerd Bomhof/Dazzled Kid (Voicst) | Ain't No Sunshine                  | Bill Withers                  |                                                                                       |
| 15 februari 2011      | 11 september 2011     | Jacqueline Govaert                 | On Saturday Afternoons in 1963     | Rickie Lee Jones              |                                                                                       |
| 24 februari 2011      | 4 september 2011      | Lenny Kuhr                         | Solidao                            | Amália Rodrigues              | bij het concert bijgestaan op gitaar door Cor Mutsers                                 |
| 24 februari 2011      | 4 september 2011      | Anneke van Giersbergen             | All I Want Is You                  | U2                            |                                                                                       |
| 4 maart 2011          | 4 september 2011      | Roosbeef                           | Blue                               | Lucinda Williams              | bij het concert bijgestaan door Dazzled Kid                                           |
| 4 maart 2011          |                       | Tim Knol                           | You Don't Miss Your Water          | William Bell                  |                                                                                       |
| 9 maart 2011          | 11 september 2011     | Torre Florim (De Staat)            | Going Out West                     | Tom Waits                     |                                                                                       |
| 9 maart 2011          |                       | Piet Veerman (The Cats)            | Why Me Lord?                       | Kris Kristofferson            |                                                                                       |
| 14 maart 2011         | 11 september 2011     | Bennie Jolink                      | Give My Love to Rose               | Johnny Cash                   | bij het concert bijgestaan door Jan Wilm Tolkamp op gitaar en Willem Terhorst op bas. |
| 14 maart 2011         | 11 september 2011     | Alain Clark                        | Ignition                           | R. Kelly                      |                                                                                       |
| 23 maart 2011         | 4 september 2011      | Fay Lovsky                         | Just Like This Train               | Joni Mitchell                 |                                                                                       |
| 23 maart 2011         | 4 september 2011      | Wouter Hamel                       | Last Goodbye                       | Jeff Buckley                  | bij het concert op gitaar bijgestaan door Boudewijn Willems                           |
| 29 maart 2011         | 4 september 2011      | Hans de Booij                      | Wij zullen doorgaan                | Ramses Shaffy                 |                                                                                       |
| 29 maart 2011         | 4 september 2011      | Blaudzun                           | Shout                              | Tears for Fears               | gespeeld op banjo                                                                     |
| 5 april 2011          |                       | George Baker                       | What'd I Say                       | Ray Charles                   |                                                                                       |
| 5 april 2011          |                       | Tom Barman (dEUS)                  | Somebody to Love Me                | Boy George                    |                                                                                       |
| 12 april 2011         |                       | DAAN                               | Girls on Film                      | Duran Duran                   | gespeeld op een gitaar die ooit van Johnny Cash is geweest en door hem gesigneerd     |
| 12 april 2011         | 11 september 2011     | Anita Meyer                        | Dust in the Wind                   | Kansas                        | op gitaar begeleid door Marcel Visser                                                 |
| 21 april 2011         | 11 september 2011     | Ben Cramer                         | Without You                        | Harry Nilsson                 |                                                                                       |
| 21 april 2011         | 11 september 2011     | Marike Jager                       | Come Together                      | The Beatles                   |                                                                                       |
| 27 april 2011         | 4 september 2011      | Hans Vandenburg (Gruppo Sportivo)  | Psycho Killer                      | Talking Heads                 | op televisie gespeeld op ukelele, bij het concert op gitaar                           |
| 27 april 2011         | 11 september 2011     | Jan Dulles (3JS)                   | Into the Mystic                    | Van Morrison                  | op gitaar begeleid door Jaap Kwakman                                                  |
| 3 mei 2011            | 11 september 2011     | Krystl                             | Arms of a Woman                    | Amos Lee                      | bij het concert door Clemens Blacquiere bijgestaan op gitaar                          |
| 3 mei 2011            | 11 september 2011     | Mathilde Santing                   | The Heart of Life                  | John Mayer                    | bij het concert begeleid op gitaar door Cok van Vuuren (Ocobar)                       |
| 9 mei 2011            | 11 september 2011     | Janne Schra (Schradinova)          | Mysteries                          | Beth Gibbons (Portishead)     | gespeeld op autoharp en bij het concert begeleid door Lucas Dols op contrabas.        |
| 9 mei 2011            | 4 september 2011      | Frank Boeijen                      | Suzanne                            | Leonard Cohen                 | uitgevoerd in de Nederlandse versie van Herman van Veen                               |
| 19 mei 2011           | 11 september 2011     | Ellen ten Damme                    | Ich weiss nicht, zu wem ich gehöre | Marlene Dietrich              | Tijdens het concert speelde ze ook het liedje Lili Marleen van Marlene Dietrich.      |
| 19 mei 2011           | 4 september 2011      | Ruben Block (Triggerfinger)        | Sweet Dreams (Are Made of This)    | Eurythmics                    |                                                                                       |
| 27 mei 2011           |                       | Huub van der Lubbe (De Dijk)       | Twenty Flight Rock                 | Eddie Cochran                 |                                                                                       |
| 27 mei 2011           |                       | Marc-Marie Huijbregts              | My Coloring Book                   | Barbra Streisand              | op gitaar begeleid door Martijn van Agt                                               |

## Overzicht seizoen 2011-2012
| Datum uitzending DWDD | Artiest                                | Titel                              | Oorspronkelijke artiest/groep | Bijzonderheden                                                                           |
| --------------------- | -------------------------------------- | ---------------------------------- | ----------------------------- | ---------------------------------------------------------------------------------------- |
| 13 september 2011     | Brownie Dutch                          | A Change Is Gonna Come             | Sam Cooke                     |                                                                                          |
| 13 september 2011     | Rita Reys                              | How Deep Is the Ocean              | Billie Holiday                | op contrabas begeleid door Marius Beets                                                  |
| 7 oktober 2011        | Eefje de Visser                        | Call Me                            | Blondie                       |                                                                                          |
| 7 oktober 2011        | René Froger                            | Right Here Waiting                 | Richard Marx                  |                                                                                          |
| 18 oktober 2011       | Kempi                                  | Het is een nacht                   | Guus Meeuwis                  | op gitaar begeleid door Lucky Fonz III                                                   |
| 18 oktober 2011       | Herman van Veen                        | Laat me                            | Ramses Shaffy                 |                                                                                          |
| 1 november 2011       | Ralph Mulder (Alamo Race Track)        | Breaking the law                   | Judas Priest                  |                                                                                          |
| 1 november 2011       | Frédérique Spigt                       | That's All Right                   | Elvis Presley                 |                                                                                          |
| 7 november 2011       | Sam Bettens (K's Choice)               | I'm so exited                      | The Pointer Sisters           | gespeeld op ukelele                                                                      |
| 7 november 2011       | Lee Towers                             | Honky Tonk Women                   | The Rolling Stones            | begeleid op gitaar door Peter Tiehuis                                                    |
| 22 november 2011      | Wende Snijders                         | The man with the child in his eyes | Kate Bush                     | deels gespeeld op elektrische gitaar                                                     |
| 22 november 2011      | Paskal Jakobsen (BLØF)                 | Four seasons in one day            | Crowded House                 |                                                                                          |
| 5 december 2011       | Paul de Munnik (Acda en De Munnik)     | People Are Strange                 | Jim Morrison (The Doors)      |                                                                                          |
| 5 december 2011       | Selah Sue                              | Everything is everything           | Lauryn Hill                   |                                                                                          |
| 14 december 2011      | Nico Dijkshoorn                        | "Heroes"                           | David Bowie                   |                                                                                          |
| 14 december 2011      | Milow                                  | Don't Look Back in Anger           | Oasis                         |                                                                                          |
| 10 januari 2012       | Maurits Westerik (GEM)                 | The Guns of Brixton                | The Clash                     |                                                                                          |
| 10 januari 2012       | Guus Meeuwis                           | No Surrender                       | Bruce Springsteen             |                                                                                          |
| 23 januari 2012       | Ella van der Woude (Houses)            | Here comes your man                | Pixies                        |                                                                                          |
| 23 januari 2012       | Joris Linssen (Caramba)                | Rainy night in Georgia             | Tony Joe White                | op gitaar begeleid door Kees van den Hoogen (Caramba)                                    |
| 6 februari 2012       | Marcel Veenendaal (DI-RECT)            | Breathe                            | Pink Floyd                    |                                                                                          |
| 6 februari 2012       | Lucky Fonz III                         | De glimlach van een kind           | Willy Alberti                 |                                                                                          |
| 15 februari 2012      | Erik Mesie (Toontje Lager)             | I still cry                        | Ilse DeLange                  |                                                                                          |
| 15 februari 2012      | Elske DeWall                           | Home again                         | Carole King                   |                                                                                          |
| 5 maart 2012          | Willeke Alberti                        | Zeg me dat het niet zo is          | Frank Boeijen                 | op gitaar begeleid door Nick Schilder                                                    |
| 5 maart 2012          | Nick & Simon                           | Angels of the silences             | Counting Crows                |                                                                                          |
| 14 maart 2012         | Marien Dorleijn (Moss)                 | Between the Bars                   | Elliott Smith                 |                                                                                          |
| 14 maart 2012         | Daniël Lohues                          | Ik zou wel eens willen weten       | Jules de Corte                |                                                                                          |
| 27 maart 2012         | Djurre de Haan (Awkward I)             | Mother's Last Words to Her Son     | Washington Phillips           |                                                                                          |
| 27 maart 2012         | Ilse de Lange                          | Dimming of the day                 | Bonnie Raitt                  |                                                                                          |
| 3 april 2012          | Ntjam Rosie                            | Sweet Love                         | Anita Baker                   |                                                                                          |
| 3 april 2012          | Freek de Jonge                         | Marmor, Stein und Eisen bricht     | Drafi Deutscher               |                                                                                          |
| 17 april 2012         | Loïs Lane (Suzanne en Monique Klemann) | Oh Lori                            | Alessi Brothers               | op gitaar begeleid door Jeroen den Hengst                                                |
| 17 april 2012         | Bart van der Weide (Racoon)            | Brand New Key                      | Melanie                       | begeleid op gitaar door Dennis Huige                                                     |
| 24 april 2012         | Eric Corton                            | Everlong                           | Foo Fighters                  | Opnameleider Tommy Byrne hield een kapot stekkertje van Cortons elektrische gitaar vast. |
| 24 april 2012         | Roel van Velzen                        | Landslide                          | Stevie Nicks (Fleetwood Mac)  |                                                                                          |
| 1 mei 2012            | Joan Franka                            | If you go away                     | Neil Diamond                  | Engelse versie van Ne me quitte pas                                                      |
| 1 mei 2012            | Spike (DI-RECT)                        | New slang                          | The Shins                     |                                                                                          |
| 8 mei 2012            | Anne Soldaat                           | Going up the country               | Canned Heat                   | oorspronkelijke versie: Bull Doze Blues (1928) van Henry Thomas (1874-1930)              |
| 8 mei 2012            | Sharon den Adel (Within Temptation)    | Smells Like Teen Spirit            | Nirvana                       | op gitaar begeleid door Ruud Jolie                                                       |
| 22 mei 2012           | Henny Vrienten                         | Dedicated Follower of Fashion      | The Kinks                     |                                                                                          |
| 22 mei 2012           | Giovanca                               | I Hear a Symphony                  | The Supremes                  | Ze speelde zelf glockenspiel en werd op gitaar door Rory Ronde begeleid.                 |